# Friedrich von Grote (Reiter)
Graf Friedrich Ernst August von Grote (* 22. April 1885 in Varchentin; † 15. Oktober 1925 in Hamburg) war ein deutscher Springreiter.
Friedrich von Grote entstammte dem alten niedersächsischen Adelsgeschlecht Grote. Er war Offizier der königlichen preußischen Armee. Bei den Olympischen Sommerspielen 1912 in Stockholm belegte er im Springreiten-Einzel mit seinem Pferd Polyphem den 18. Platz.